# 周嘉伟
周嘉伟（1962年10月—），男，汉族，江苏南通人，中国神经科学家，中国科学院神经科学研究所研究员，博士生导师。现任中国生理学会副理事长。